# Ceoncophalus
Ceoncophalus is een geslacht van wantsen uit de familie van de Reduviidae (Roofwantsen). Het geslacht werd voor het eerst wetenschappelijk beschreven door André Villiers in 1961.

## Soorten
Het genus bevat de volgende soorten:

- Ceoncophalus funebris Villiers, 1961
- Ceoncophalus viettei Villiers, 1968